# Trudowicy

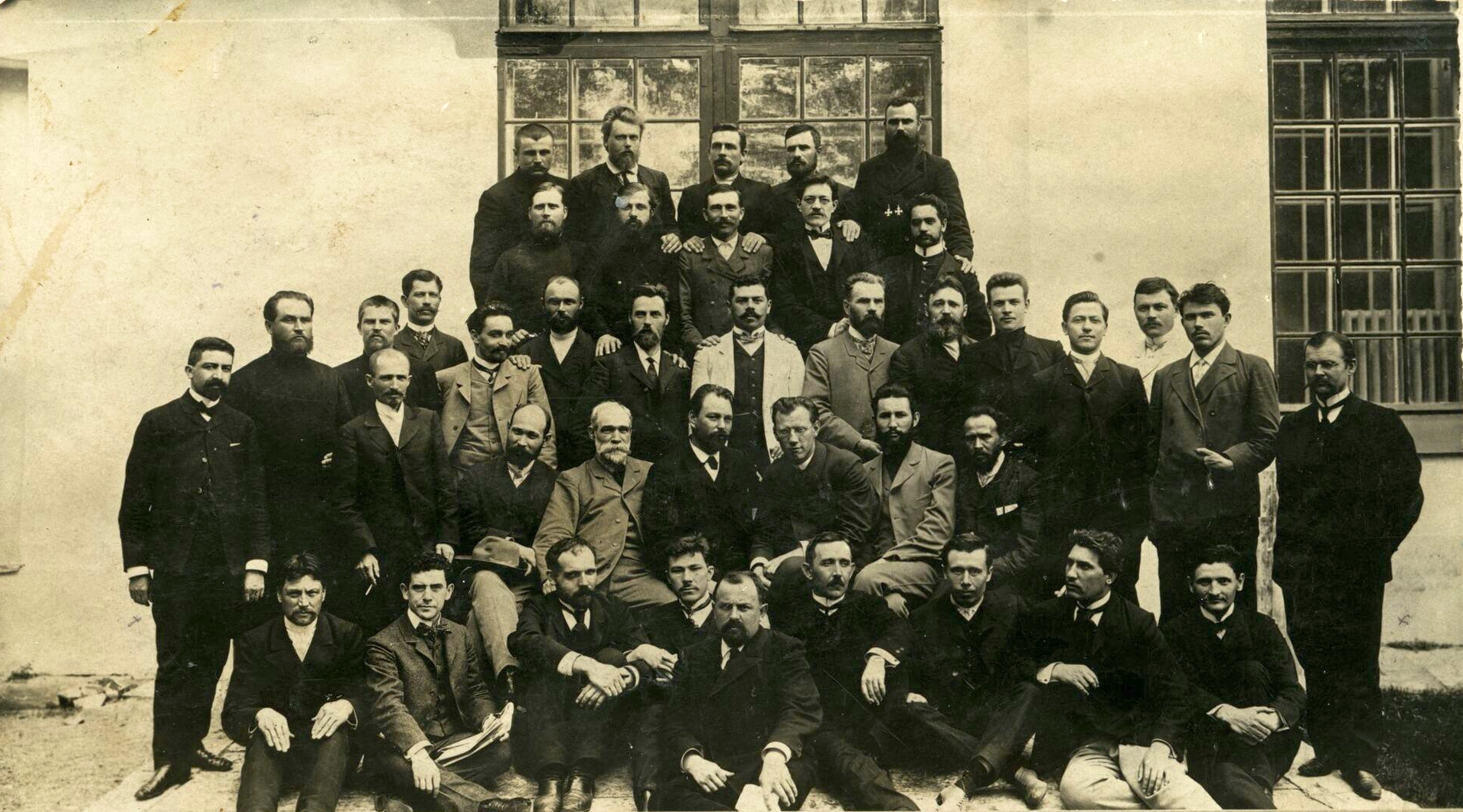
Frakcja trudowików w I Dumie.

Trudowicy (ros. Трудовая группа – grupa pracy) – opozycyjne wobec caratu ugrupowanie chłopów i inteligentów o poglądach narodnickich w rosyjskiej Dumie Państwowej, utworzona w 1906. Żądali reform demokratycznych (zniesienia ograniczeń stanowych, powszechnego prawa wyborczego) i oddania ziemi ludowi – uwłaszczenia chłopów taką ilością ziemi, jaką są w stanie uprawiać. W lipcu 1917 połączyła się z ludowymi socjalistami tworząc Ludowo-Socjalistyczną Partię Ludzi Pracy. Jeden z jej przywódców (Aleksander Kiereński) był członkiem Rządu Tymczasowego i jego ostatnim premierem, obalonym przez przewrót bolszewicki 7 listopada 1917.